# Павле Тивејски
Павле Тебански (грч. Παῦλος ὁ Θηβαῖος), (преминуо око 345 н.е.) је био хришћански аскета из Египта из 4. века. Не треба га мешати са Павлом Препростим, учеником Антонија Великог.
Рођен од богатих родитеља у Доњој Теби Мисирској у време цара Декија, наслеђује све родитељско имање. Међутим, његов зет идолопоклоник је припретио Павлу да ће га издати суду као хришћанина, ако му не уступи свој део имања. Тај сукоб са једне, а учење о самопожртвовању хришћанских муленика са друге, инспирисали су Павла да сестри преда и свој део имања и повуче се у пустињу, у којој је остао до своје смрти. До какве је духовне висине достигао овај монах, сведочи нико мање до Антоније Велики, који је једном при посети Павла и видео како га зверови и птице  служају. Вративши се из те посете, Антоније рече својим монасима: „Тешко мени, децо моја, грешноме и лажноме монаху, што сам само монах по имену. Видех Илију, видех Јована у пустињи, и ваистину видех Павла - у Рају!“ Свети Павле је живео стотринаест година, а умро је 342. године.
Српска православна црква слави га 15. јануара по црквеном, а 28. јануара по грегоријанском календару.
Копти традиционално верују да се манастир Светог Павла Тивејског (Деир Анба Бола) налази на месту пећине у којој је Павле живео и где се чувају његови остаци. Манастир се налази у источним пустињским планинама Египта у близини Црвеног мора. Пећинска црква Светог Павла означава место где су се Антоније и Павле, како се верује, срели.
Он је такође светац заштитник Епархије Сан Пабло (Филипини) и титулар катедрале поменуте епархије у Сан Паблу, Лагуна, Филипини.
У његову част у 13. веку у Угарској је основан Орден Светог Павла Првог пустињака. Обично је представљен са палмом, два лава и гавраном.